# Вони клонували Тайрона
«Вони клонували Тайрона» — американська науково-фантастична комедія, знята Джуелом Тейлором у його дебютному режисерському повнометражному фільмі за сценарієм Тейлора та Тоні Реттенмаєра. У фільмі зіграли Джон Бойега, Тейона Парріс, Джеймі Фокс і Кіфер Сазерленд. Фокс також є продюсером фільму.
Netflix планує випустити «Вони клонували Тайрона» 21 липня 2023 року.

## Сюжет
Серія моторошних подій штовхає малоймовірне тріо на слід мерзенної урядової змови.

## Акторський склад
- Джон Боєга в ролі Фонтейна
- Тейона Парріс у ролі Йо-Йо
- Джеймі Фокс у ролі Сліка Чарльза
- Кіфер Сазерленд
- Дж. Альфонс Ніколсон

## Виробництво
У лютому 2019 року Брайан Тайрі Генрі приєднався до акторського складу фільму, а Джуел Тейлор мав намір дебютувати як режисер у повнометражному фільмі за сценарієм, який він написав разом із Тоні Реттенмаєром. У жовтні 2019 року Джон Боєга приєднався до акторського складу фільму, замінивши Генрі. У вересні 2020 року до акторського складу фільму приєдналися Джеймі Фокс і Тейона Перріс.
Основні зйомки розпочалися в грудні 2020 року в Атланті, штат Джорджія.